# Tom Clancy's Politika
Tom Clancy's Politika est un jeu vidéo de stratégie au tour par tour développé et édité par Red Storm Entertainment, sorti en 1997 sur Windows. 
Il est tiré du roman du même nom de Tom Clancy.

## Accueil
- GameSpot : 4,5/10[1]